# Стерадиан

Графическое изображение телесного угла в 1 стерадиан

Угол раскрытия кругового конуса с телесным углом 1 стерадиан

Стерадиа́н (русское обозначение: ср, международное: sr; от др.-греч. στέρεος — твёрдый, объёмный, пространственный, и лат. radius — луч) — единица измерения телесных углов.
Телесный угол в 1 стерадиан с вершиной в центре сферы радиусом r вырезает из этой сферы поверхность площадью r2. Если такой телесный угол имеет вид кругового конуса, то угол его раскрытия {\displaystyle \phi } составит:
{\displaystyle \phi =2\theta =2\arccos \left(1-{\frac {1}{2\pi }}\right)\approx 1.144\,{\text{rad}},}
(приблизительно 65,541° или 65°32′28″).
Поверхность сферы, наблюдаемая из её центра, образует телесный угол {\displaystyle {4\pi }} стерадиан; соответственно, 1 ср = 1⁄4π ≈ 0,0796 полного телесного угла (сферы), или (180⁄π)² ≈ 3282,8 квадратного градуса.

Телесные углы, под которыми различные территории видны из центра Земли

Стерадиан входит в Международную систему единиц (СИ). В соответствии с решением XX Генеральной конференции по мерам и весам, принятым в 1995 году, стерадиан является безразмерной производной единицей СИ, имеющей специальное наименование и обозначение, которые могут быть использованы или не использованы в выражениях для других производных единиц СИ (по необходимости).
Формула для определения телесного угла {\displaystyle \Omega }, если известен угол {\displaystyle \phi } при вершине кругового конуса:
{\displaystyle \Omega =2\pi (1-\cos(\phi /2)).}

## История
Термин «стерадиан» (англ. steradian) был впервые введён Дж. Холстедом в его книге «Метрическая геометрия» (англ. Metrical geometry. An elementary treatise on mensuration, Boston: Ginn, Heath & co., 1881).